# Ostrau (Bad Schandau)
Ostrau je vesnice, místní část města Bad Schandau v německé spolkové zemi Sasko. Nachází se v zemském okrese Saské Švýcarsko-Východní Krušné hory a má 428 obyvatel.

## Historie
Ostrau bylo založeno ve středověku jako lesně-lánová ves. První písemná zmínka pochází z roku 1446, kdy je uváděno jako Ostre.Od roku 1545 je vesnice farně příslušná k Bad Schandau. V roce 1934 byla do té doby samostatná obec připojena k městu Bad Schandau.

## Geografie
Vesnice se nachází v pískovcové oblasti Saského Švýcarska a na její území zasahuje stejnojmenný národní park. Katastrální území sahá na východě až ke státní hranici s Českou republikou. Ostrau se rozkládá na Ostrauské plošině, kterou z jihu ohraničuje údolí řeky Labe a ze severu údolí řeky Křinice. Východně od zástavby se nachází řada vrcholů Zadního Saského Švýcarska: Großer Winterberg (556 m), Kleiner Winterberg (500 m), Rauschenstein (406 m), Winterstein (389 m), Frienstein (455 m), Affensteine (458 m), Schrammsteine (417 m), Hohe Liebe (401 m) a další.

## Pamětihodnosti
- podstávkové domy
- zřícenina skalního hradu Neuer Wildenstein